# Flatanger
Flatanger és un municipi situat al comtat de Trøndelag, Noruega. Té 1,109 habitants i té una superfície de 459.30 km². El centre administratiu del municipi és el poble de Lauvsnes.
El municipi és situat majoritàriament al continent, però també inclou gairebé 1.400 illes de diverses mides. Les illes contenen diversos fars. Aquestes illes se situen a la riba sud de la ria de Folda. El fiord de Namsen forma part del límit nord del municipi.